# Thomas J. Craughwell
Thomas J. Craughwell (* 11. Juli 1956 in Chicago, Illinois; † 13. Juni 2018 in Bethel, Connecticut) war ein US-amerikanischer Autor.

## Leben
Craughwell war der Sohn von Ambrose und Marilyn Craughwell, die ihn beide überlebten. Er hatte zwei Schwestern, Karen Jefferys und Kathleen Craughwell-Varda (John). Er lebte einige Jahre in Hawthorne (New Jersey) und absolvierte die Montclair State University und die New York University und erwarb einen Doktortitel in englischer Literatur.
Er wurde am 18. Juni 2018 in Bethel begraben.

## Tätigkeit
Nach dem Studium war er drei Jahre als Texter für den Book-of-the-Month-Club und ein Jahr als Marketingdirektor für ein teures, gehobenes Reiseunternehmen tätig. Er schrieb Skripts für einen Fernsehwerbespot des History Book Club, Direktwerbung für Time-Life Books, TV Guide, The Reader’s Digest, Hilton Hotels und die American Banking Association. Das von ihm veröffentlichte Werk 50 Staaten-Fandex-Karten wurde in 700.000 Exemplaren verkauft.
Seit 1992 war er als freiberuflicher Autor erfolgreich und schrieb mehr als 35 Bücher und eine Vielzahl von Artikeln zu historischen, religiösen, politischen und populären Themen. Unter anderem war er für das Wall Street Journal, American Spectator, Emmy-Magazin, St. Anthony Messenger, Our Sunday Visitor, Catholic Digest und US News & World Report tätig. Er war auch als freier Hochschullehrer tätig und soll einen Professortitel verliehen erhalten haben. Über sein Buch: Stealing Lincoln’s Body wurde eine zweistündige Dokumentation gedreht.

## Werke
Das erste veröffentlichte Buch von Craughwell Every Eye Beholds You: A World Treasury of Prayer (dt.: Jedes Auge sieht dich: Eine Welt-Schatzkammer) (1999) war eine Hauptauswahl seiner Beiträge zum Book-of-the-Month-Club und zum Quality Paperback Book Club. Sein Buch über Schutzheilige, Heilige für jeden Anlass (2001) wurde ins Spanische, Italienische und Polnische übersetzt.
Werke als Autor oder Herausgeber (Auswahl):
- 30 Days with the Irish Mystics
- 30 Days with St. Paul
- 30 days with St. Thérèse
- 50 States (Fandex Family Field Guides)
- 5,000 Years of Royalty: Kings, Queens, Princes, Emperors & Tsars
- 101 Places to Pray Before You Die: A Roamin' Catholic's Guide
- 30000 Years of Inventions
- Alligators In the Sewer and 222 Other Urban Legends (2005)
- America's Great (and Not So Great) Catholic Moments (Perpetual)
- Baby On the Car Roof and 222 Other Urban Legends (2000)
- Bad Kids of the Bible: And What They Can Teach Us
- Busted: Mugshots and Arrest Records of the Famous and Infamous
- Catholic Cardlinks
- Cowparade Kansas City
- CowParade New York (2000)
- CowParade Stamford
- Do Blue Bedsheets Bring Babies?: The Truth Behind Old Wives' Tales
- Failures of the Presidents: from the Whiskey Rebellion and War of 1812 to the Bay of Pigs and war in Iraq
- Great Books for Every Book Lover: 2002 Great Reading Suggestions for the Discriminating Bibliophil
- Great rescues of World War II : stories of adventure, daring and sacrifice (2009)
- Heaven Help Us: Saints That Will Change Your Life
- Heaven Help Us: 300 Patron Saints to Call Upon for Every Occasion
- Heroic Catholic Chaplains: Stories of the Brave and Holy men Who Dodged Bullets Whiiel Saving Souls
- How Smart Are You Test Your Iq
- How the Barbarian Invasions Shaped the Modern World (2008)
- How the Irish Brigade Cleared the Way to Victory in the The Greatest Brigade American Civil War (2011)
- Lent and Easter With Mary
- Patron Saints: Saints for Every Member of Your Family, Every Profession, Every Ailment, Every Emergency, and Even Every Amusement
- Pope Francis (2014)
- Popes Who Resigned: Benedict Xvi and 13 Other Popes Who Retired
- Presidential Payola: The True Stories of Monetary Scandals in the Oval Office that Robbed Taxpayers to Grease Palms, Stuff Pockets, and Pay for Undue Influence from Teapot Dome to Halliburton (2011)
- Saints Behaving Badly
- Saints for Every Occasion: 101 of Heaven's Most Powerful Patrons
- Saints Preserved: An Encyclopedia of Relics
- Shakespeare
- Stealing Lincoln’s Body
- St. Peter's Bones: How the Relics of the First Pope Were Lost and Found . . . and Then Lost and Found Again
- The Buck Stops Here: The 28 Toughest Presidential Decisions and How They Changed History
- The Cat in the Dryer: And 222 Other Urban Legends
- The Odds – What Are the Chances
- The Rise and Fall Of the Second Largest Empire In History (2010)
- The war scientists, the brains behind military technologies of destruction and defence (2010)
- The Wisdom Of the Popes
- This Saint Will Change Your Life
- This Saint's for You!: 300 Heavenly Allies Who Will Change Your Life
- Thomas Jefferson's Creme Brulee
- Who Are You? Test Your Emotional Intelligence (Know Yourself)